# Boj v kostele svatých Cyrila a Metoděje
Boj v kostele sv. Cyrila a Metoděje se odehrál 18. června 1942 mezi příslušníky SS a gestapa a sedmi československými parašutisty z výsadků Anthropoid, Silver A, Out Distance, Bioscop a Tin. Byli mezi nimi Jan Kubiš a Josef Gabčík, kteří provedli atentát na Heydricha. Boj byl rozdělen na dvě části. Za prvé šlo o obranu empory a kůru kostela třemi parašutisty, jež trvala asi 2 hodiny, za druhé německé dobývání krypty bráněné čtyřmi parašutisty. Celý boj trval sedm hodin a stál život všechny parašutisty – šest jich spáchalo sebevraždu, jeden zemřel na následky utrpěných zranění. Němci, kteří do akce nasadili okolo 800 mužů, měli čtyři lehce zraněné.
Tato událost byla zdramatizována v mnoha filmech a literatuře.

## Operace Anthropoid
Dne 29. prosince 1941 byli parašutisté Jan Kubiš a Josef Gabčík vysazeni u obce Nehvizdy. Jejich úkolem bylo uskutečnit atentát na říšského protektora Reinharda Heydricha. Ten provedli 27. května 1942. Po atentátu se ukrývali u různých s odbojem spolupracujících rodin, ale situace se pro všechny postupně stala neúnosnou. Němci prováděli krátce po atentátu rozsáhlé pátrací akce po celé Praze, systematicky prohledávali byty a bylo jen otázkou času, kdy atentátníky a další parašutisty objeví. Jan Zelenka-Hajský zařídil nový provizorní úkryt – pravoslavný kostel svatého Cyrila a Metoděje. Zde se postupně sešlo sedm parašutistů z několika různých výsadků. Velitelem skupiny se stal Adolf Opálka.
Nacisté dlouho nemohli získat jakoukoliv stopu. Prověřili sice několik set udání a vyslechli velké množství lidí, ale ani to, ani tvrdé represe k výsledku nevedly. Až v důsledku zrady parašutisty ze skupiny Out distance Karla Čurdy (16. června 1942) se dostali k lidem, kteří o úkrytu věděli. Jeden z nich, Vlastimil „Aťa“ Moravec, nevydržel 17. června 1942 krutý nátlak vyšetřovatelů gestapa a prozradil, kde se atentátníci skrývali.

## Německá účast

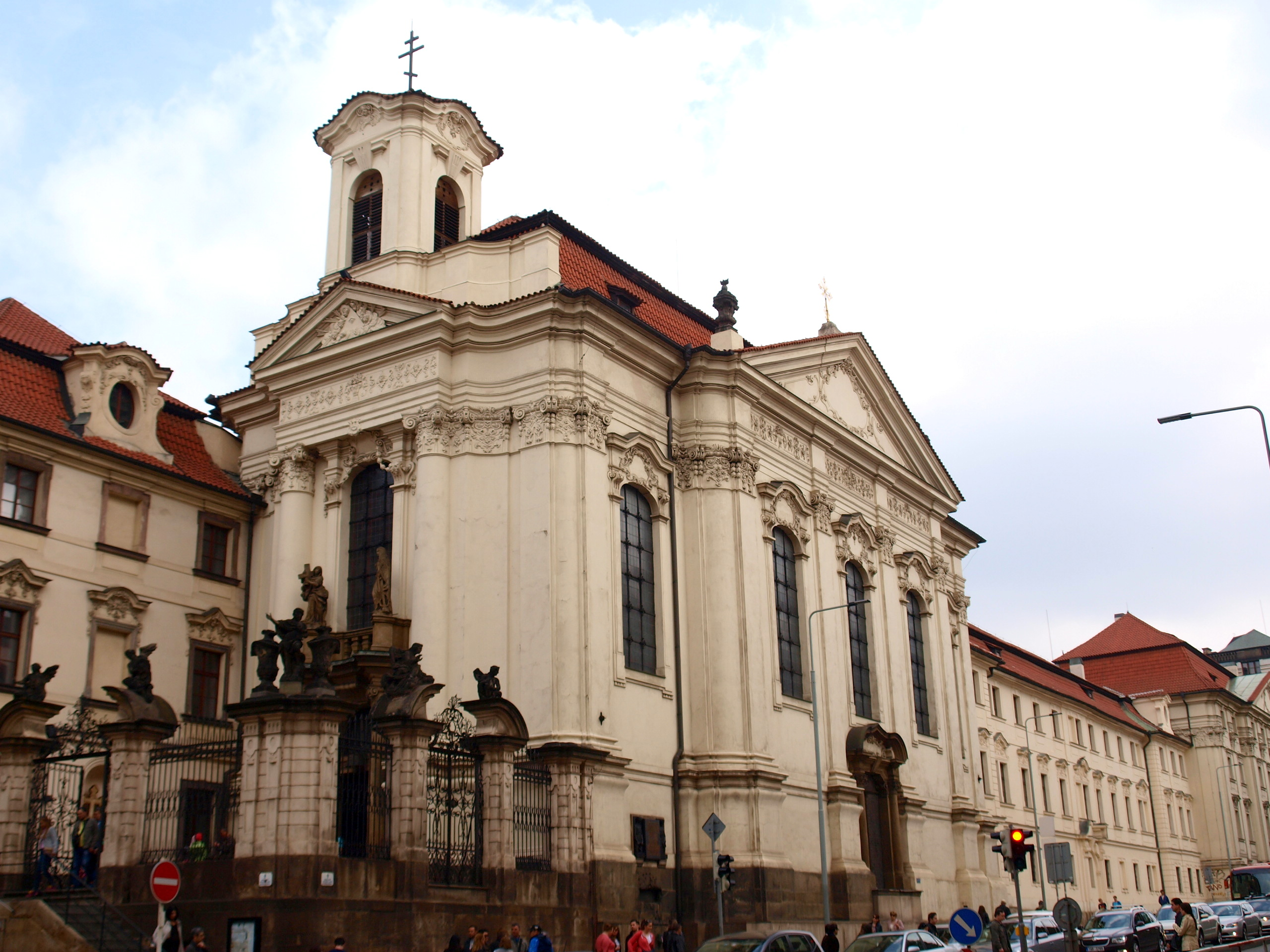
Pravoslavný chrám svatého Cyrila a Metoděje

Němci zorganizovali obkličovací akci, které se zúčastnily dva různé bojové útvary. Za prvé šlo o Ersatz-Bataillon SS „Deutschland“ (Náhradní prapor SS „Německo“). Ten sídlil v Praze Ruzyni a nasazená část čítala 407 mužů. Tato jednotka provedla vnitřní uzávěru oblasti kolem kostela. Druhým útvarem byl SS-Wachbataillon Prag (SS Strážní prapor Praha). Tato jednotka, jež měla na starosti střežení několika míst v Praze a jejím okolí, například Pražského hradu a zámku v Panenských Břežanech, provedla vnější uzávěru. Nasazená část čítala 350 mužů. Celkem tedy zbraně SS dodaly 740 vojáků a 17 důstojníků. Dále bylo u zásahu přítomno několik desítek příslušníků gestapa. Němci rovněž povolali místní hasičské posádky. Příslušníkům SS velel Brigadeführer Karl Fischer von Treuenfeld, úředníky gestapa vedl Hans-Ulrich Geschke. Určitá nevyjasněnost kompetencí velení přispěla k tomu, že mezi oběma nacisty došlo k několika roztržkám a sporům.

## Boj v kostele

### Empora a kůr
Ve 4.10 18. června 1942 začali Němci kostel obkličovat, k úplnému uzavření došlo po 4.25, tedy o více než 10 minut později než počítal plán. První výpad začal ve 4.15. Nejdříve první útočný oddíl, sestávající z asi 15 úředníků gestapa a esesmanů prohledal byt kostelníka, odkud pak vnikl do samotného kostela. Zde na kůru měli hlídku Opálka, Kubiš a Bublík, kteří záhy zahájili palbu. Obránci měli k dispozici jen pistole (tedy nikoliv samopal Sten, často zobrazovaný v dramatizacích) s omezeným množstvím munice a snad i nějaké granáty. Výsadek Anthropoid byl totiž mimo jiné vybaven 4 ručními granáty Mills, které se nikdy nenašly a nedá se vyloučit, že byly použity při obraně kostela. Útočníci používali samopaly a granáty. První výpad se nacistům nezdařil, měli dva lehce zraněné a nedokázali proniknout na emporu. Němci krátce nato začali do kostela střílet i z oken okolních budov, ale tato palba byla velmi brzy zastavena, neboť tím ohrožovali především vlastní lidi. Následovala vleklá přestřelka, kdy se parašutisté sporadickými výstřely bránili masivní palbě a vrhání granátů ze strany Němců. Útočníci nemohli vzhledem k omezenému prostoru plně využít svou početní převahu a oddíly, jež proti parašutistům posílali, čítaly maximálně do 20 členů. Odpor parašutistů byl zlomen až po dvou hodinách, kdy jim došly náboje. Opálka a Bublík si poslední náboj nechali pro sebe. Nacisté převezli umírajícího Jana Kubiše a Josefa Bublíka do lazaretu SS ve snaze dostat je živé, ale jejich zranění byla neslučitelná se životem. Následně byla jejich těla položena na chodník na rohu ulic Resslova a Václavská a gestapo je pomocí svědků (především Karla Čurdy) identifikovalo. Celkově je možno hodnotit německý zásah za dobře provedený, neboť dosáhl výsledku s minimálními ztrátami. Obrana parašutistů byla úporná, ale vzhledem k množství útočníků a jejich výzbroji nemohla mít šanci na úspěch.

### Krypta

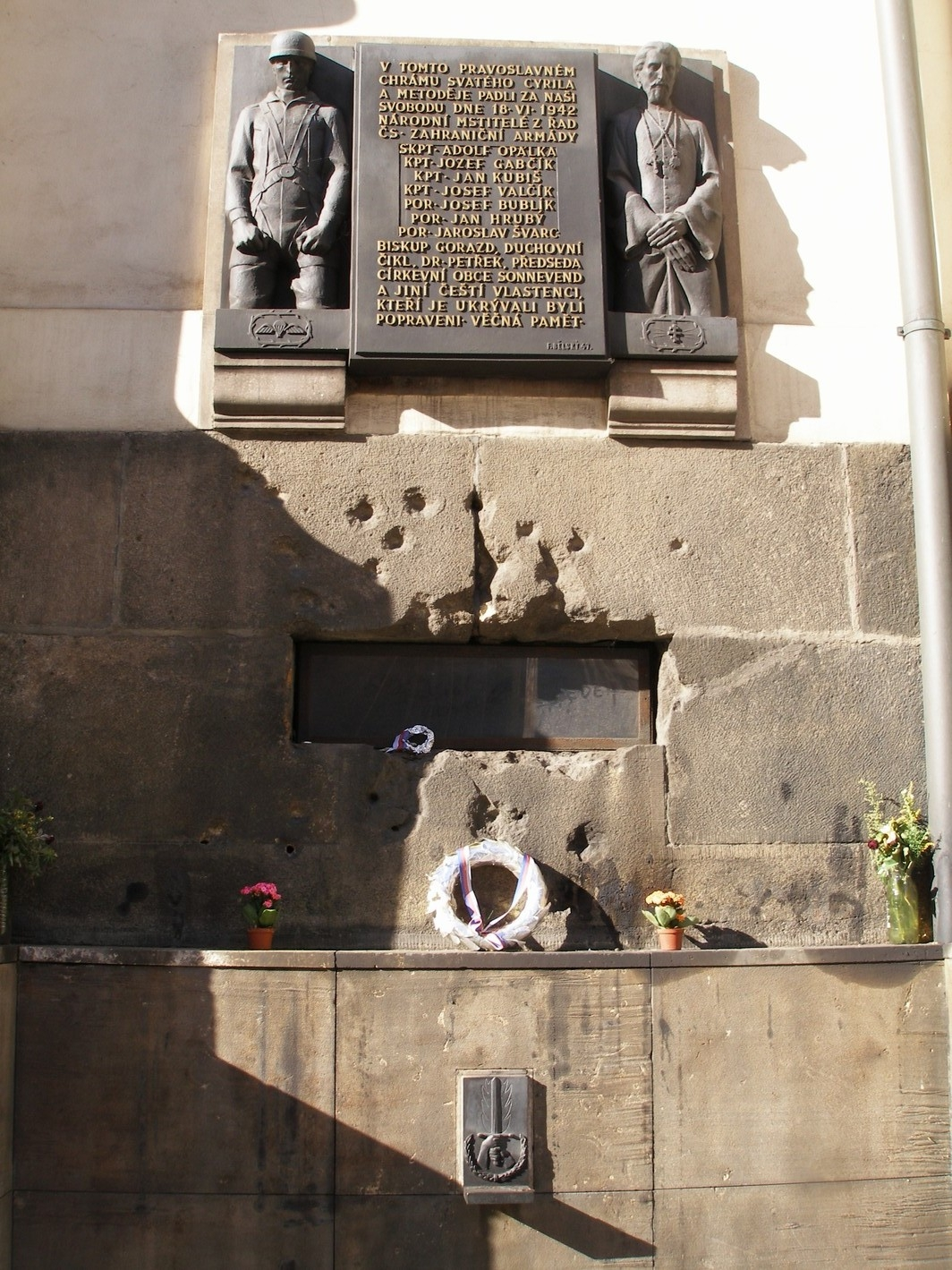
Památník parašutistům a duchovním, popraveným za jejich ukrývání, je umístěn na vnější straně kostela z ulice Resslova. Jsou na něm patrné stopy od německých střel.

Zbylí parašutisté zůstávali ukrytí v kryptě kostela. Ta byla značně rozlehlá a členitá. Ke vstupu do krypty používali parašutisté malý otvor s dvířky, k němuž byl přistaven žebřík. Němci ale zpočátku netušili, že se v kostele nachází parašutistů více. Na stopu je údajně přivedl objev čtvrtého obleku na empoře, který zjevně nepatřil nikomu z mrtvé trojice. Následoval nátlak na kaplana Vladimíra Petřeka a faráře Aloise Václava Čikla, kteří poté prozradili existenci krypty. Útočníci pak objevili malý otvor zakrytý deskou. Tudy se pokusili proniknout do podzemí, ale byli za cenu dvou zraněných (prostřelené stehno, poškozené oko) odraženi. Následovaly pokusy o vyjednávání, kdy nacisté nutili zajaté duchovní, aby parašutisty přesvědčili se vzdát. Bezvýsledně. Němci pak do kostela přivedli i K. Čurdu, který údajně do krypty volal: „Kamarádi, vzdejte se! Nic se vám nestane! Mně se také nic nestalo.“ Parašutisté zareagovali palbou a na další výzvy odpovídali: „Jsme Češi! Nikdy se nevzdáme, slyšíte? Nikdy!“ Tato volání z krypty jsou zdokumentována přímo ve vyšetřovacích spisech gestapa.
Traduje se, že se mezitím snažili prorazit si únikovou cestu do kanalizace. Malým větracím okénkem z ulice v západní části kostela Němci do krypty házeli granáty se slzným plynem, ale parašutisté je vyhazovali ven a přidali dokonce i improvizované molotovovy koktejly. Následovala německá palba do okénka, která však byla záhy zastavena. Poté se Němci pokusili za pomoci protektorátních hasičů parašutisty vyplavit. Obránci však hadice díky dřevěnému žebříku vystrkávali zpátky na ulici a pálili po vojácích. Nakonec jim jeden z hasičů žebřík vytáhl. Nyní již nic nebránilo v zaplavení krypty. Voda však stoupala mnohem pomaleji, než si Němci představovali (průzkumy v nedávné době dokázaly totiž existenci odtokového kanálu) a zaplavování bylo nakonec zastaveno.
Rozhodující akce se připravovala uvnitř kostela. Hasiči na příkaz Němců rozbili bouracím nářadím desku, kryjící původní vstup do krypty se schody. Ještě předtím, než Němci provedli výpad skrze tento nově vzniklý otvor, ozvalo se z krypty několik výstřelů. Boj v kryptě skončil stejně jako boj v horní části kostela: parašutisté si poslední náboj nechali pro sebe. Všichni čtyři parašutisté – Valčík, Švarc, Hrubý a Gabčík – byli vytaženi před kostel k identifikaci. K sedmi tělům parašutistů přibylo ještě tělo Jana Milíče Zelenky, který den předtím požitím jedu spáchal sebevraždu v záběhlickém „Husově háji“ poté, co se ve škole od spolužáka dozvěděl o zátahu gestapa v Biskupcově ulici. Na místě je dnes osm pamětních kamenů.
Protože gestapo vítězoslavně ihned vytáhlo mrtvé parašutisty před kostel, není známo, ve kterých místech krypty Gabčík, Valčík, Hrubý a Švarc zemřeli. Nový výzkum ovšem analyzuje nalezené krevní stopy a porovnáním DNA s žijícími příbuznými zjišťuje, kdo zemřel v tumbě nedaleko schodů, kterými nacisté do krypty vnikli. Vyloučen je už Josef Valčík.

## Ztráty
Parašutisté zaplatili životem všichni, ale pouze Jan Kubiš prokazatelně zemřel na následky zranění způsobené útočnými oddíly SS a gestapa. Ostatních šest si vzalo život vlastní rukou. Dva z nich se dokonce pokusili o dvojitou sebevraždu, když požili ampuli s jedem a hned poté se zastřelili. Němci měli tři zraněné (prostřelená ruka, stehno, poraněné oko) a jednoho otřeseného po zásahu do přilby.
Těla výsadkářů byla dopravena do německého ústavu soudního lékařství v Praze pro účely další identifikace (převážně rodinnými příslušníky) a pitvy. Hlavy byly odděleny od těl, těla pak skončila pravděpodobně v hromadném hrobu na Vinohradském hřbitově. Hlavy Jaroslava Švarce, Adolfa Opálky, Josefa Bublíka, Josefa Valčíka a Jana Hrubého byly zbaveny měkkých tkání a lebky uzamčeny ve vitríně v Malé pitevně v německém Ústavu soudního lékařství v Praze (dnes Ústav patologie 1. LK UK a VFN, ve Studničkově ulici). Hlavy Jana Kubiše a Jozefa Gabčíka byly zakonzervovány, naloženy jako „mokré preparáty“ do skleněných dóz a uloženy ve Velké pitevně německého Ústavu soudního lékařství až do 20. dubna 1945. Po válce byly podle některých tvrzení odvezeny do Německa, jednoznačné důkazy však neexistují.

## Seznam parašutistů

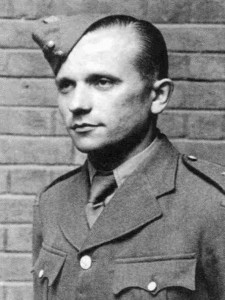
Jozef Gabčík (Anthropoid) – narozen 7. dubna 1912
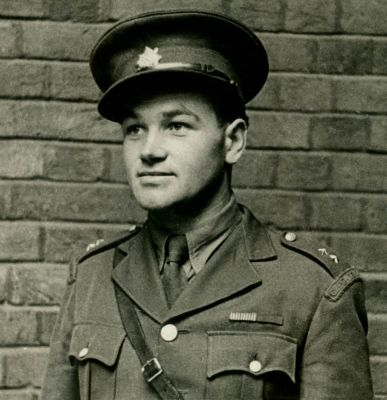
Jan Kubiš (Anthropoid) – narozen 24. června 1913
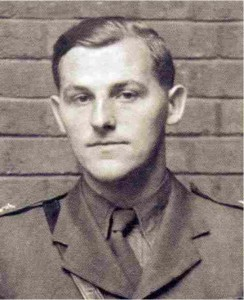
Adolf Opálka (Out Distance) – narozen 4. ledna 1915
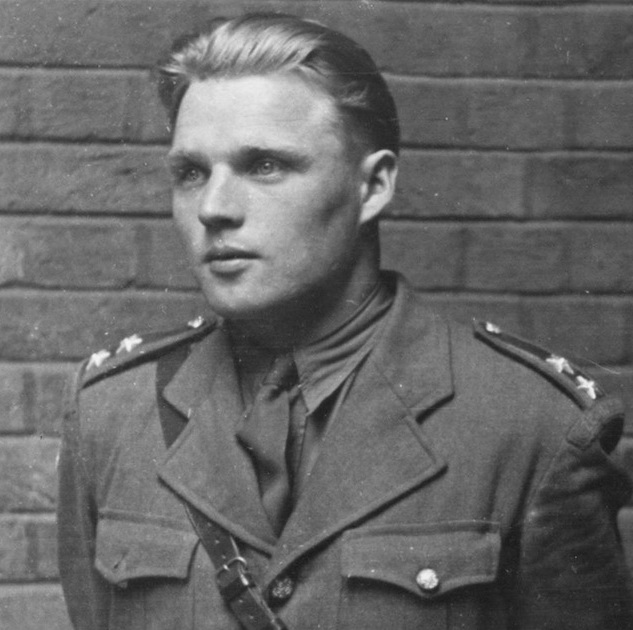
Josef Valčík (Silver A) – narozen 2. listopadu 1914
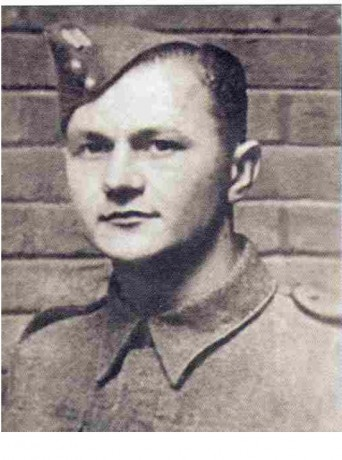
Josef Bublík (Bioscop) – narozen 12. února 1920
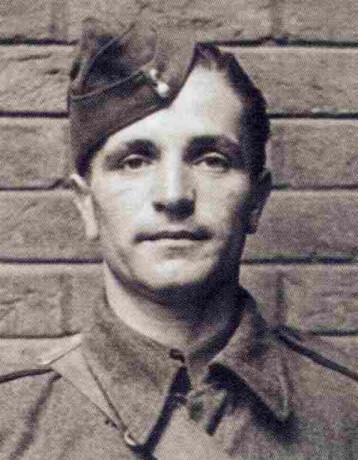
Jan Hrubý (Bioscop) – narozen 4. března 1915
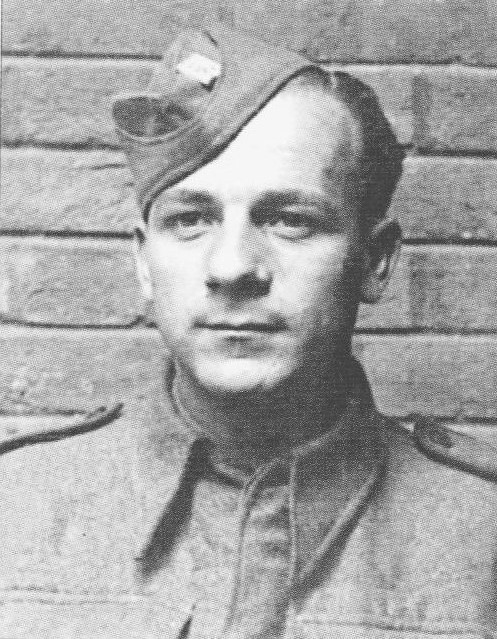
Jaroslav Švarc (Tin) – narozen 11. května 1914

## Galerie

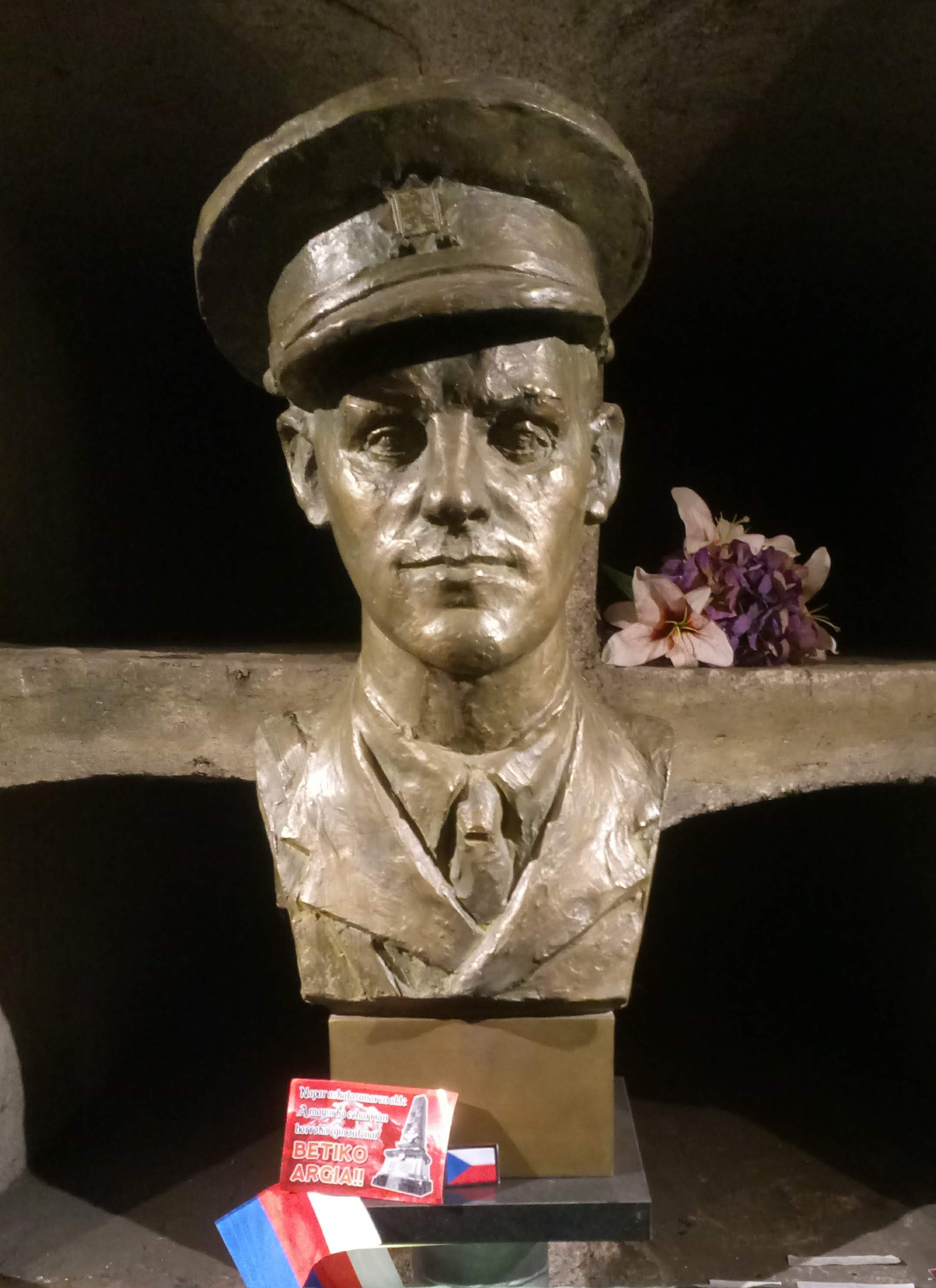
Busta Adolfa Opálky v kryptě kostela, Národní památník hrdinů heydrichiády.
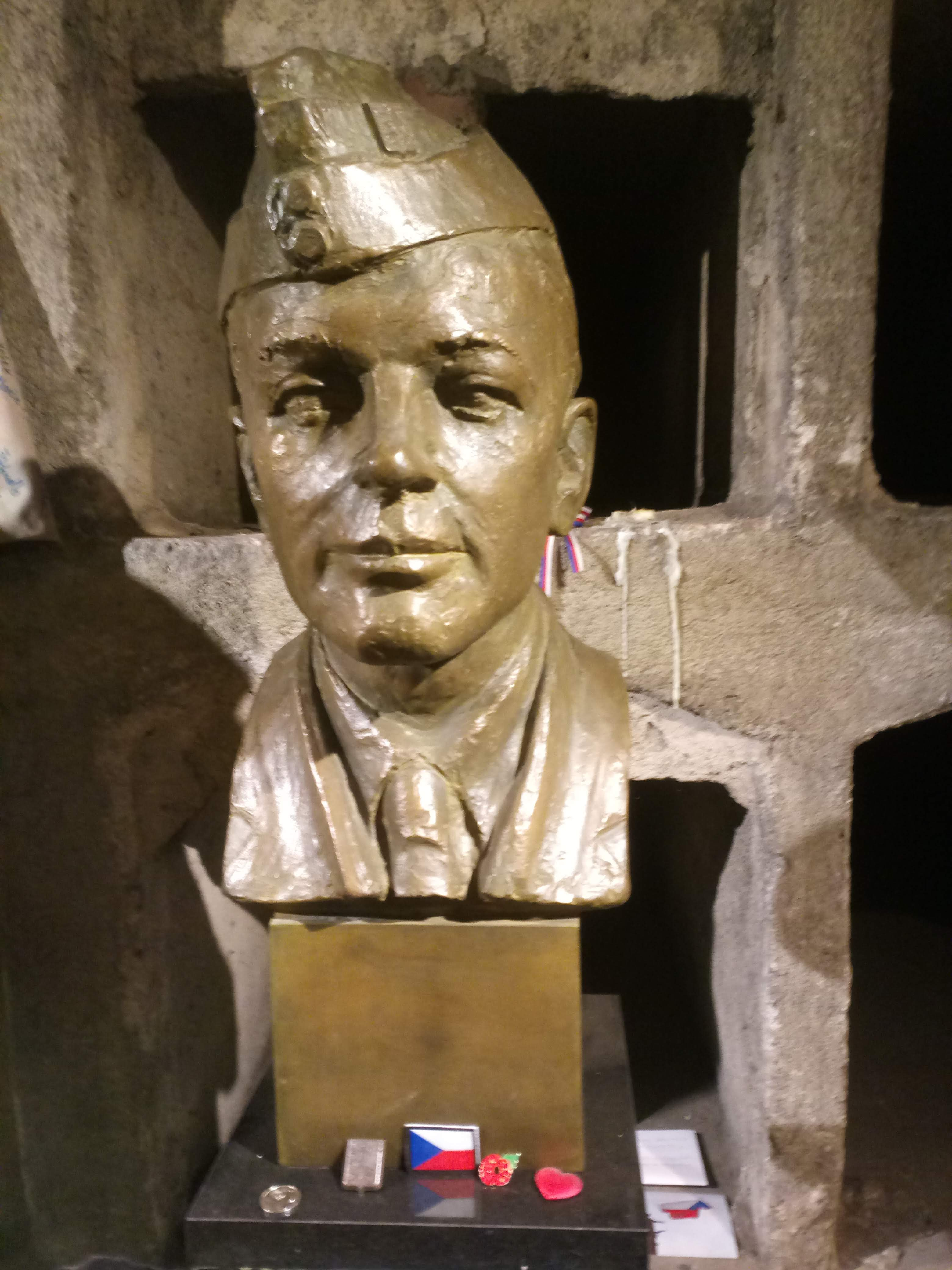
Busta Jana Kubiše v kryptě kostela, Národní památník hrdinů heydrichiády.
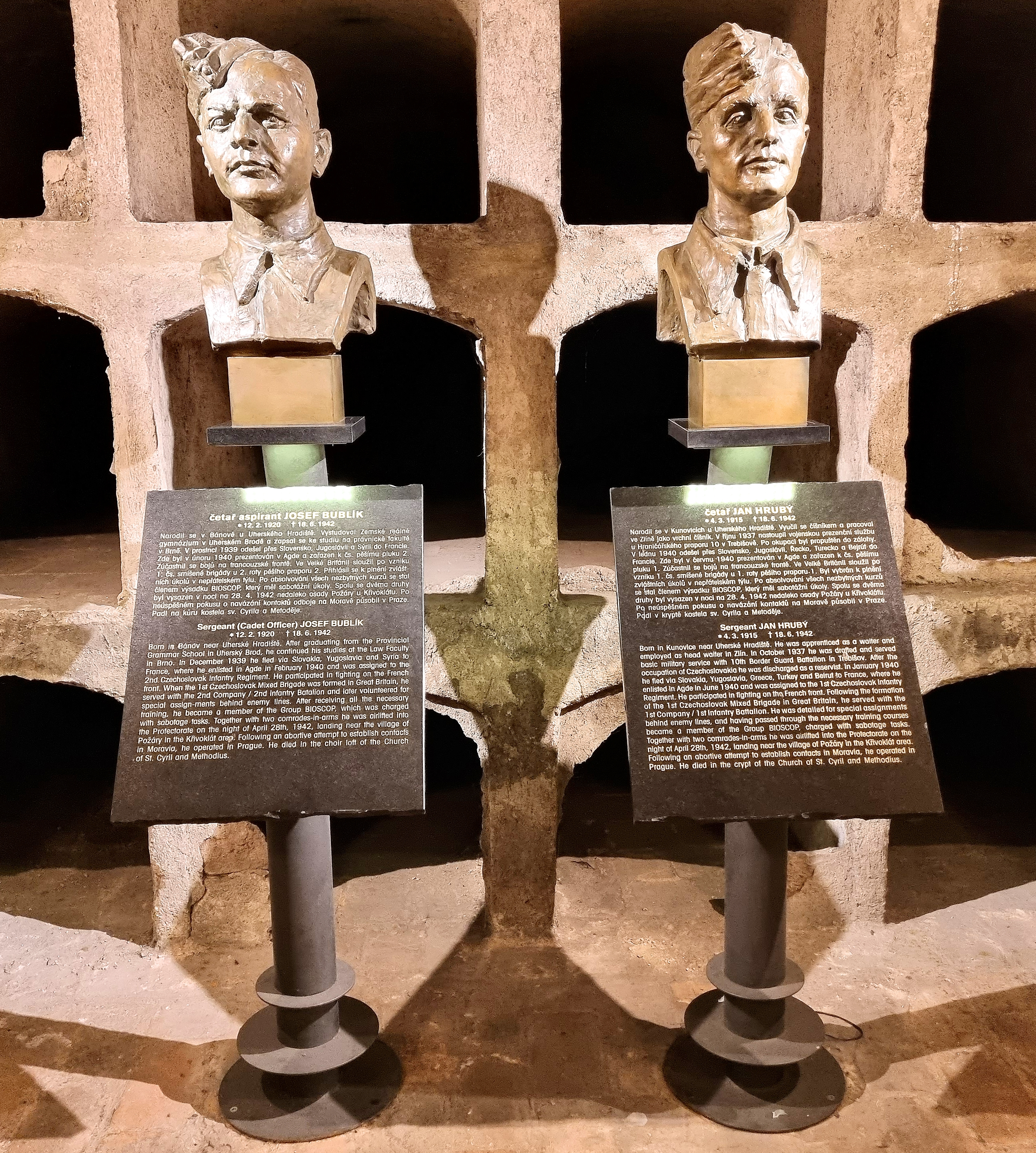
Busty Josefa Bublíka a Jana Hrubého v kryptě kostela, Národní památník hrdinů heydrichiády.

## Kultura

### Filmové a literární zpracování
Romány:
Šulc, Jiří. Dva proti říši. Praha: Euromedia Group, k.s. - Knižní klub, 2007.
Binet, Laurent. HHhH. Praha: Argo, 2010.
Kubík, Lubomír. Proč Gabčík nestřílel. Praha: Prostor, 2017.
Homolová Tóthová, Veronika. Máma milovala Gabčíka. Praha: Euro média Group, a. s. - Ikar, 2019.
Povídky:
Miloš Doležal zpracoval téma Čurdovy zrady v dokumentární povídce s názvem Čurda / Vrbas / Jerhot / Čurda - příběh parašutisty, která vyšla v jeho knize Čurda z hlíny - Tři dokumentární povídky z protektorátu. Brno: Host, 2019.
Filmy:
- Atentát
- Operace Daybreak
- Anthropoid
- Smrtihlav

### Hudba
Skupina Greenhorns zmínila atentát na Heydricha i boj v kostele v písni Battledress z roku 1991.
V roce 2016 vydala nacionalistická punková hudební skupina Celková Impotence píseň Nikdy se nevzdáme oslavující hrdinný boj parašutistů.
V lednu roku 2022 vydal zpěvák a skladatel Daniel Landa píseň s názvem Anička Malinová, v níž zpívá i o boji parašutistů v kostele.
V roce 2023 zparodoval Landův text písničkář Vráťa Hošek pod názvem Lina Heydrichová. V písni zpívá o průběhu a důsledku atentátu v Holešovicích z pohledu R. Heydricha.